# Stygnidius
Stygnidius – rodzaj kosarzy z podrzędu Laniatores i rodziny Stygnidae. Gatunkiem typowym jest Stygnidius inflantus.

## Występowanie
Przedstawiciele tego rodzaju występują w północnej części Ameryki Południowej.

## Systematyka
Opisano dotąd zaledwie 2 gatunki należące do tego rodzaju:
- Stygnidius guerinii Sørensen, 1932
- Stygnidius inflatus (Guérin-Méneville, 1829-1843)